# Aftonstjärnen
Aftonstjärnen är en sjö i Åre kommun i Jämtland och ingår i Indalsälvens huvudavrinningsområde. Sjön har en area på 0,0944 kvadratkilometer och ligger 456,3 meter över havet.

## Delavrinningsområde
Aftonstjärnen ingår i det delavrinningsområde (703112-138735) som SMHI kallar för Utloppet av Bodtjärnen. Medelhöjden är 464 meter över havet och ytan är 6,54 kvadratkilometer. Det finns ett avrinningsområde uppströms, och räknas det in blir den ackumulerade arean 16,05 kvadratkilometer. Högbäcken som avvattnar avrinningsområdet har biflödesordning 3, vilket innebär att vattnet flödar genom totalt 3 vattendrag innan det når havet efter 289 kilometer. Avrinningsområdet består mestadels av skog (77 procent) och sankmarker (11 procent). Avrinningsområdet har 0,52 kvadratkilometer vattenytor vilket ger det en sjöprocent på 7,9 procent.